# Aechmea tonduzii
Aechmea tonduzii es una especie fanerógama de la familia de Bromeliáceas, originaria de Costa Rica.

## Descripción
Son epífitas o terrestres, que alcanzan un tamaño de hasta 75 cm en flor. Hojas 60-117 cm; vainas 6-6.5 cm de ancho, angostamente elípticas, densamente pardo pálido a ferrugíneo pelosas, enteras; láminas 3.5-5(-6) cm de ancho, liguladas o en ocasiones escasamente ensanchadas justo por debajo del ápice, verdes, densamente adpreso pelosas, glabrescentes en el haz, los márgenes serrados a subenteros, agudos. Escapo 40-60 cm, erecto; brácteas más largas que los entrenudos y subimbricadas, erectas a divergentes, finamente dentado-serradas distalmente. Inflorescencia 5-20 cm, simple, evanescentamente ferrugíneo pálido pelosa, erecta; flores 10-50, polísticas. Brácteas florales 0.4-0.7 cm, más cortas que los ovarios, más cortas que a tan largas como los entrenudos, triangulares, angostamente acuminadas. Flores sésiles; sépalos 5-8 mm, libres o connatos hasta 1.5 mm, mucronatos, esparcidamente pelosos proximalmente, glabrescentes distalmente; pétalos blancos, lavanda?. Bayas 1-1.5 cm, negras.

## Taxonomía
Aechmea tonduzii fue descrita por Mez & Pittier ex Mezy publicado en Bulletin de l'Herbier Boissier, sér. 2, 3: 132. 1903.
Etimología
Aechmea: nombre genérico que deriva del griego akme ("punta"), en alusión a los picos rígidos con los que está equipado el cáliz.
tonduzii: epíteto otorgado en honor del botánico Adolphe Tonduz.
Sinonimia
- Aechmea vriesioides Baker
- Aechmea xiphophylla Baker
- Billbergia tillandsioides Mart. ex Schult. & Schult. f.[1]
- Pothuava tonduzii (Mez & Pittier) L.B.Sm. & W.J.Kress	[2][3]